# Horst Raule
 Horst Raule (* 8. Oktober 1936) gründete 1955 die Raule Autovermietung GmbH in Mannheim. In den 1960er- und 1970er-Jahren entwickelte sich das Unternehmen zu einem der größten Anbieter für Mietwagen auf dem deutschen Markt.
Von 1979 bis 2003 betrieb er das Raule Automobilmuseum in Eppstein.
Vor allem das Franchise-System, bei dem kleine, lokale Autovermieter unter dem Dach der CC Autovermietung GmbH Vorteile bei Einkauf und Marketing nutzen konnten, wurde zum Wachstumsmotor: 1997 erwirtschaftete das Unternehmen mit 533 Lizenzpartnern und 25.000 Mietfahrzeugen einen Umsatz von insgesamt ca. 450 Mio. Euro.
Im Jahr 1998 verkaufte Horst Raule sein Unternehmen und engagierte sich im Immobilienbereich und im Denkmalschutz. Im Jahr 2000 zeichnete ihn die Kulturstiftung Leipzig für seinen Einsatz mit einer Anerkennung zum Hieronymus-Lotter-Preis für Denkmalpflege aus.
In seiner Wahlheimat Wiesbaden rettete Raule unter anderem das aus dem Jahre 1890 stammende Wiesbadener Solmsschlösschen vor dem Verfall und restaurierte das Gebäude nach historischen Plänen und Fotos. Seither dient das Gebäude als Sitz der von ihm 2003 gegründeten Stiftung Kleine Füchse, deren Ausbau Horst Raule als Vorstandsvorsitzender tatkräftig vorantreibt. Auslöser für diese Bildungsinitiative waren die alarmierenden Ergebnisse Deutschlands bei der damaligen PISA-Studie, denen Raule durch die Förderung besonderer Begabungen bereits im Vorschulalter begegnen wollte.

## Belege
1. ↑  Unternehmer und Stifter Horst Raule wird 80 Auf wiesbadenaktuell.de vom 8. Oktober 2016, abgerufen am 31. Juli 2022.
2. ↑  http://www.cc-rentacar.com/historie.php
3. ↑  Wolfgang Schmarbeck: Auto-Museen in Europa. Motorbuch-Verlag, Stuttgart 1982, ISBN 3-87943-852-8, S. 45.
4. ↑  Olaf Doehler, Wolfgang Hocquél: Hieronymus-Lotter-Preis für Denkmalpflege 2016. Kulturstiftung Leipzig, abgerufen am 4. Februar 2021.
5. ↑  Manfred Gerber: Unternehmergeist im besten Sinne. Regionalnachrichten aus Ihrer Tageszeitung, 7. Oktober 2006, archiviert vom Original am 27. September 2007; abgerufen am 16. Januar 2021 (deutsch).  Info: Der Archivlink wurde automatisch eingesetzt und noch nicht geprüft. Bitte prüfe Original- und Archivlink gemäß Anleitung und entferne dann diesen Hinweis.
6. ↑   Förderung hochbegabter und begabter Kinder: Kleine Füchse Raule-Stiftung. Abgerufen am 17. Februar 2020.

| Personendaten    | Personendaten         |
| ---------------- | --------------------- |
| NAME             | Raule, Horst          |
| KURZBESCHREIBUNG | deutscher Unternehmer |
| GEBURTSDATUM     | 8. Oktober 1936       |